# Жизнени процеси
Жизнените процеси са хранене, дишане, отделяне, растеж, размножаване, движение, дразнимост. Наличието на изброените жизнени процеси в определен обект го определя като жив организъм.
Храненето доставя на организма хранителни вещества от околната среда и осигурява преработката им. Има два вида хранене – самостойно и несамостойно. При самостойното хранене организмите сами си създават хранителните вещества. При несамостойното хранене организмите се хранят наготово. Несамостойното хранене се разделя на две групи – сапрофитно и паразитно.
Дишането е процес на разграждане на хранителните вещества. Има два вида дишане – кислородно и безкислородно. При кислородното дишане веществата се разграждат с помощта на кислород, а безкислородното – без помощта на кислород. Безкислородното дишане се среща при паразитите.
Отделянето отстранява от организма непотребните и вредни вещества.
Растежът на организмите е вследствие на храненето и обмяната на веществата в организма. При него се извършва размножаване на различните клетки на организма.
Размножаването е процес на възпроизводство на организмите.
Движението е процес, в който хората и животните използват своите мускули за да се движат. Голяма част от животните се движат бързо и изминават големи разстояния. Растенията движат бавно само отделни свои части. За движението на организмите е необходима енергия.
Развитието е процес на сложни изменения в организмите, след които те могат да се размножават, остаряват и умират. Осъществява се по специална програма, наречена наследствена, която има всяка клетка.
Дразнимостта е свойството на живите клетки, тъкани и организми да реагират на въздействието на вътрешни и външни дразнители. Дразнимостта е в основата на приспособяването на организмите към изменящите се условия на средата. Най-съвършено развита е дразнимостта у висшите животни и човека благодарение на високо развитата им нервна система.
Седемте процеса са характерни само за живата природа и те я отличават от неживата.